# Cantonul Bourgtheroulde-Infreville
Cantonul Bourgtheroulde-Infreville este un canton din arondismentul Bernay, departamentul Eure, regiunea Haute-Normandie, Franța.

## Comune
- Berville-en-Roumois
- Boissey-le-Châtel
- Bosc-Bénard-Commin
- Bosc-Bénard-Crescy
- Bosc-Renoult-en-Roumois
- Le Bosc-Roger-en-Roumois
- Bosguérard-de-Marcouville
- Bosnormand
- Bourgtheroulde-Infreville (reședință)
- Épreville-en-Roumois
- Flancourt-Catelon
- Saint-Denis-des-Monts
- Saint-Léger-du-Gennetey
- Saint-Ouen-du-Tilleul
- Saint-Philbert-sur-Boissey
- Theillement
- Thuit-Hébert
- Voiscreville